# Бистрица (община Битоля)
Вижте пояснителната страница за други значения на Бистрица.
Бистрица (на македонска литературна норма: Бистрица) е село в община Битоля на Северна Македония.

## География
Селото е равнинно – намира се на 620 m надморска височина в областта Пелагония, на около 8 km южно от Битоля. В селото има църква „Свети Георги“ и Бистришкият манастир „Свети Никола Летни“.

## История
Името на селото идва от реката, която тече през него.
В XIX век Бистрица е село в Битолска каза на Османската империя. Според статистиката на Васил Кънчов („Македония. Етнография и статистика“) от 1900 година Бистрица е населявано от 245 българи християни.
На Етнографската карта на Битолския вилает на Картографския институт в София от 1901 година Бистрица е чисто българско село в Битолската каза на Битолския санджак с 36 къщи.
Цялото християнско население на селото е под върховенството на Българската екзархия. По данни на секретаря на екзархията Димитър Мишев („La Macédoine et sa Population Chrétienne“) в 1905 година в Бистрица има 256 българи екзархисти и функционира българско училище.
По време на българското управление на Вардарска Македония през Първата световна война Бистрица е част от Буковска община в Битолска селска околия и има 226 жители.
В 1961 година селото има 734 жители. Голям брой бистричани се изселват в Битоля, Скопие, САЩ, Австралия, Швеция и Германия.
Според преброяването от 2002 година селото има 1015 жители, от които 949 северномакедонци, 55 албанци, 8 сърби и 3 от други националности.
| Националност     | Всичко |
| северномакедонци | 949    |
| албанци          | 55     |
| турци            | 0      |
| роми             | 0      |
| власи            | 0      |
| сърби            | 8      |
| бошняци          | 0      |
| други            | 3      |

От 1996 до 2004 година Бистрица е център на самостоятелна община Бистрица.

## Личности
Родени в Бистрица
- Блажо Йован, българин, православен, арестуван преди април 1904 година, обвинен в „присъединяване към българския бунтовнически комитет и запалване на няколко чифлика“, осъден от Извънредния съд на 7 години каторга, лежал в Битолския затвор, амнистиран с общата амнистия от 12 април 1904 година[7]
- Георги Стоян, българин, православен, арестуван преди април 1904 година, обвинен в „присъединяване към българския бунтовнически комитет и запалване на няколко чифлика“, осъден от Извънредния съд на 7 години каторга, лежал в Битолския затвор, амнистиран с общата амнистия от 12 април 1904 година[7]
- Ристо Кавалиновски (1922 – 1944), югославски партизанин
- Трифун Наумче, българин, православен, арестуван преди април 1904 година, обвинен в „присъединяване към българския бунтовнически комитет и запалване на няколко чифлика“, осъден от Извънредния съд на 15 години каторга, лежал в Битолския затвор, амнистиран с общата амнистия от 12 април 1904 година[7]

Починали в Бистрица
- Богоя Фотев (1900 – 1993), югославски партизанин и политик
- Методия Стойчевски (1905 – 1995), югославски партизанин